# Kanada i panamerikanska spelen
Kanada i panamerikanska spelen styrs av Kanadas Olympiska Kommitté i de panamerikanska spelen. Nationen deltog första gången i de panamerikanska spelen 1955 i Mexico City.
De kanadensiska idrottarna har vunnit 1696 medaljer, varav 378 guldmedaljer.